# Hemmestorps fure
Hemmestorps fure är en bebyggelse i Everlövs socken i Sjöbo kommun, Skåne län. Den ligger öster om tätorten Humlamaden och Hemmestorps björke, boke och fure.
SSCB avgränsade här från 1995 till 2023 en separat småort för att 2023 klassa den som en del av tätorten Humlamaden och Hemmestorps björke, boke och fure.